# LFG Roland D.XVII
Le LFG Roland D.XVII était un avion de chasse allemand monomoteur et monoplan à aile parasol, qui a fait son premier vol peu avant la fin de la Première Guerre mondiale. Un seul prototype a été construit.

## Conception
Le D.XVII était le dernier de la lignée de chasseurs monoplaces LFG. Il combinait les caractéristiques des deux modèles précédents, le D.XV et le D.XVI : il avait le moteur et le fuselage du troisième D.XV, mais était un monoplan à aile parasol comme le D.XVI. Malgré la configuration commune, les ailes des D.XVI et D.XVII étaient différentes. L'aile du D.XVII avaient une corde constante et des ailerons débordants. Elle était montée sur le fuselage de chaque côté avec une paire d'entretoises en forme en V inversé, une première reliant le bord d'attaque au longeron de la partie inférieure du fuselage, et une seconde reliant le longeron arrière de l'aile au même longeron, plus en arrière. La structure était stabilisée latéralement avec une autre entretoise penchée vers l'extérieur, reliant le haut de l'entretoise avant et le haut du fuselage.
Le D.XVII partageait le fuselage fuselé et conique du troisième D.XV, se terminant à plat en lame de couteau, et supportant l'empennage horizontal, une petite dérive et un gouvernail de direction presque semi-circulaire, entièrement placé au-dessus de l'empennage horizontal. Le D.XVII était propulsé par un moteur en ligne refroidi par eau, BMW IIIa à six cylindres de 185 ch (138 kW), entraînant une hélice bipale. Le train d'atterrissage était de type conventionnel, fixe, selon les standards de l'époque, avec un essieu rigide monté sur des entretoises en V attachées aux longerons inférieurs du fuselage, ainsi qu'une béquille de queue carénée dans une petite quille ventrale.

## Engagements
Le D.XVII fut opérationnel le 18 octobre 1918, juste à temps pour la troisième compétition de chasseurs type D qui se déroula à Berlin-Adlershof ce mois-là. Il fut jugé inférieur au Fokker V29 (désignation militaire : Fokker E.V), un autre monoplan à aile parasol, également motorisé avec un BMW III. L'aile du Roland a oscillé dans les virages, et le moteur a calé sans avertissement à basse vitesse.